# Блашку, Анатолий Иванович
Анатолий Иванович Блашку (16 октября 1944, с. Бируинца, Сынжерейский район, Молдавская ССР, СССР — 20 марта 2021, Тирасполь, Приднестровская Молдавская Республика) — государственный деятель Приднестровской Молдавской Республики. Заместитель председателя правительства Приднестровской Молдавской Республики с февраля 1997 по 6 сентября 2000. Министр промышленности Приднестровской Молдавской Республики с 6 сентября 2000 по 12 января 2007. Помощник Президента Приднестровской Молдавской Республики по промышленности с 20 января 2007 по 10 июля 2011.

## Биография
Родился 16 октября 1944 в селе Бируинца Сынжерейского района Молдавской ССР.

### Образование
- В 1965 окончил Тираспольский педагогический институт.
- В 1972 окончил аспирантуру Ленинградского физико-технического института имени А. Ф. Иоффе.

### Карьера
- С января 1967 по ноябрь 1969 являлся ассистентом кафедры общей физики Тираспольского пединститута.
- С 1969 по 1973 — аспирант, затем младший научный сотрудник Института прикладной физики Академии наук Молдавской ССР.
- С октября 1973 работал на заводе «Молдавизолит», где прошёл путь от начальника центральной заводской лаборатории до директора предприятия.
- С 1986 по 1990 являлся депутатом Тираспольского Городского Совета народных депутатов.
- С февраля 1997 по 6 сентября 2000 был заместителем председателя правительства Приднестровской Молдавской Республики.
- С 6 сентября 2000 по 12 январь 2007 — Министр промышленности Приднестровской Молдавской Республики.
- С 20 января 2007 по 10 июля 2011 являлся помощником Президента ПМР по промышленности.

Автор 35 работ в области физики, лауреат государственных премий по науке и технике, обладатель 25 авторских свидетельств.
Скончался 20 марта 2021 в Тирасполе.

## Награды
- Орден «Трудовая слава»
- Орден Почёта
- Медаль «За трудовую доблесть»
- Грамота Президента Приднестровской Молдавской Республики
- Лауреат государственной премии по науке и технике Моодавской ССР
- Дважды Лауреат государственной премии Совета министров СССР

## Семья
Женат, имел двух взрослых дочерей.